# Cypella armosa
Cypella armosa är en irisväxtart som beskrevs av Pierfelice Ravenna. Cypella armosa ingår i släktet Cypella, och familjen irisväxter. Inga underarter finns listade i Catalogue of Life.